# Membraaneiwit

De elektronentransportketen in het mitochondrion. Elektronen uit NADH worden via drie eiwitcomplexen op zuurstof overgedragen. Hier wordt uiteindelijk energie mee gegenereerd.

Een membraaneiwit is een eiwit dat zich in of aan een biologisch membraan bevindt, zoals het plasmamembraan. Er zijn meerdere soorten membraaneiwitten, men maakt onderscheid tussen perifere en integrale membraaneiwitten.
- Perifere membraaneiwitten zijn eiwitten die gekoppeld zijn aan een membraan, maar er niet doorheen steken. Het cytochroom c is een voorbeeld van een perifeer membraaneiwit; het vormt een onderdeel van de elektronentransportketen, die loopt langs het membraan van de mitochondriën. Daarnaast behoren veel soorten receptoren tot de perifere membraaneiwitten.

- Integrale membraaneiwitten zijn eiwitten die door het membraan heen steken. Tot de integrale membraaneiwitten behoren de transmembraanreceptoren, zoals G-proteïnegekoppelde receptoren, belangrijk voor signaaltransductie, en vele andere membraaneiwitten, zoals porines, ionkanalen en ionenpompen, waaronder de natrium-kaliumpomp.

De structuur van een membraaneiwit hangt af van zijn toestand: een in de membraan verankerd perifeer eiwit heeft vaak fosforylering-, glycosylering- en myristyleringplaatsen, die posttranslationeel hun tertiaire structuur beïnvloeden.
Membraaneiwitten zijn medicinaal belangrijk. De werking van ongeveer de helft van alle toegelaten geneesmiddelen berust op beïnvloeding van de membraaneiwitten.

## Voorbeeld 1
De eiwitten en enzymen die betrokken zijn bij de energievoorziening van cellen zijn in de mitochondriën aan membranen gekoppeld. Op deze wijze kunnen de reactieproducten van het ene eiwit makkelijk als uitgangsstof voor een volgend eiwit doorgegeven worden.

## Voorbeeld 2
Membranen bestaan uit een soort zeepachtige moleculen: één deel van het molecuul lost goed op in water (en is dus hydrofiel of lipofoob), het andere deel heeft meer een soort olieachtige structuur (en is dus hydrofoob of lipofiel. De olieachtige delen van de membraanmoleculen gaan tegenover elkaar liggen en vormen zo een olieachtige laag tussen twee stukken van een cel, of tussen de cel en de buitenwereld. Allerlei hydrofiele stoffen (die dus goed wateroplosbaar zijn, en slecht oplosbaar in olie (lipofoob)) kunnen dus niet zomaar de membraan passeren. Membraaneiwitten maken het transport van dit soort deeltjes dan mogelijk.